# 진화의 열매 ~모르는 사이 성공한 인생~

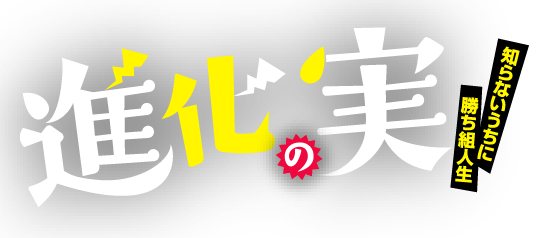

진화의 열매 ~모르는 사이 성공한 인생~(進化の実～知らないうちに勝ち組人生～)는 미쿠(작가), U35(일러스트)가 원작한 일본의 소설 작품이다. 「소설가가 되자」에서 2014년 1월 25일부터 웹 소설로 발간. 동년 9월 30일부터 몬스터 문고(후타바샤)에서 간행.

## 줄거리
학교 모두가 다른 세계로 전이되어 버렸고, 그 숲을 방황하던 고교생 히이라기 세이이치는 사리아라고 불리는 고릴라에게 습격당하고 말았다. 하지만, 「나, 처음. 그러니, 부드럽게 부탁해?」라고 세이이치는 사리아에게 길들여져 버렸다. 사리아에 대해 고릴라도 있나?하고 생각하다가 두 사람은 비극을 맞고 말았다. 두 사람은 그 진실의 열매를 먹고 있는데 거기에는 믿을 수 없는 기적이 일어난다.